# 拉特群島

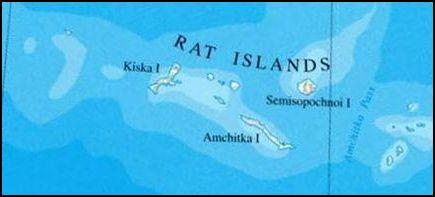
拉特群島主要島嶼海圖。塞米索波奇诺伊岛和安奇卡島右方的線是180度经线。

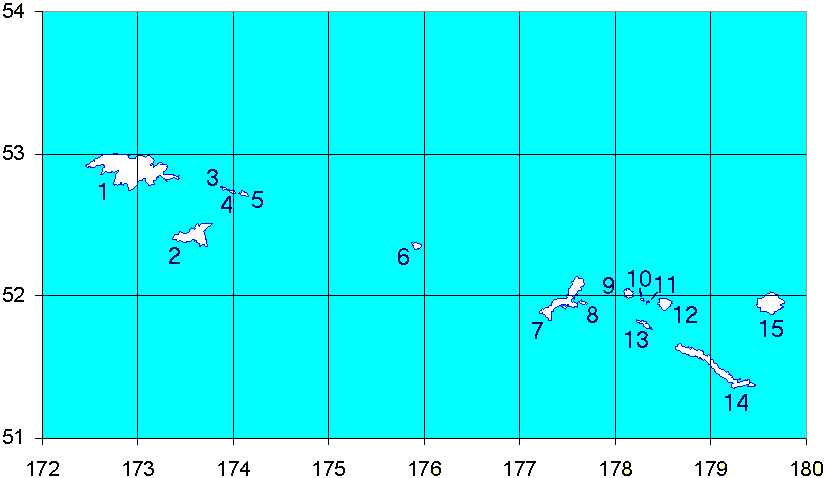
阿留申群島最西側海圖，右方是拉特群島：基斯卡島 (7)、小基斯卡岛 (8)、塞古拉岛 (9)、赫沃斯托夫島 (10)、大衛杜夫島 (11)、小锡特金岛 (12)、拉特島 (13)、阿姆奇特卡島 (14)和塞米索波奇诺伊岛 (15)。

拉特群島，又稱為老鼠群島（英語：Rat Islands，阿留申語：Qax̂um tanangis），是阿留申群島中的一個火山群島，位於阿拉斯加西南。

## 地理
拉特群島以西和尼爾群島以及布尔迪尔岛以尼爾海峽相隔；以東和安德烈亞諾夫群島以安奇卡海峽相隔。 
拉特群島中較大島嶼由西向東分別是基斯卡島、小基斯卡島、塞古拉岛、拉特島、赫沃斯托夫島、大衛杜夫島、小锡特金岛、阿姆奇特卡島和塞米索波奇諾伊島。拉特群島總面積934.594平方公里。所有島嶼都無人居住。

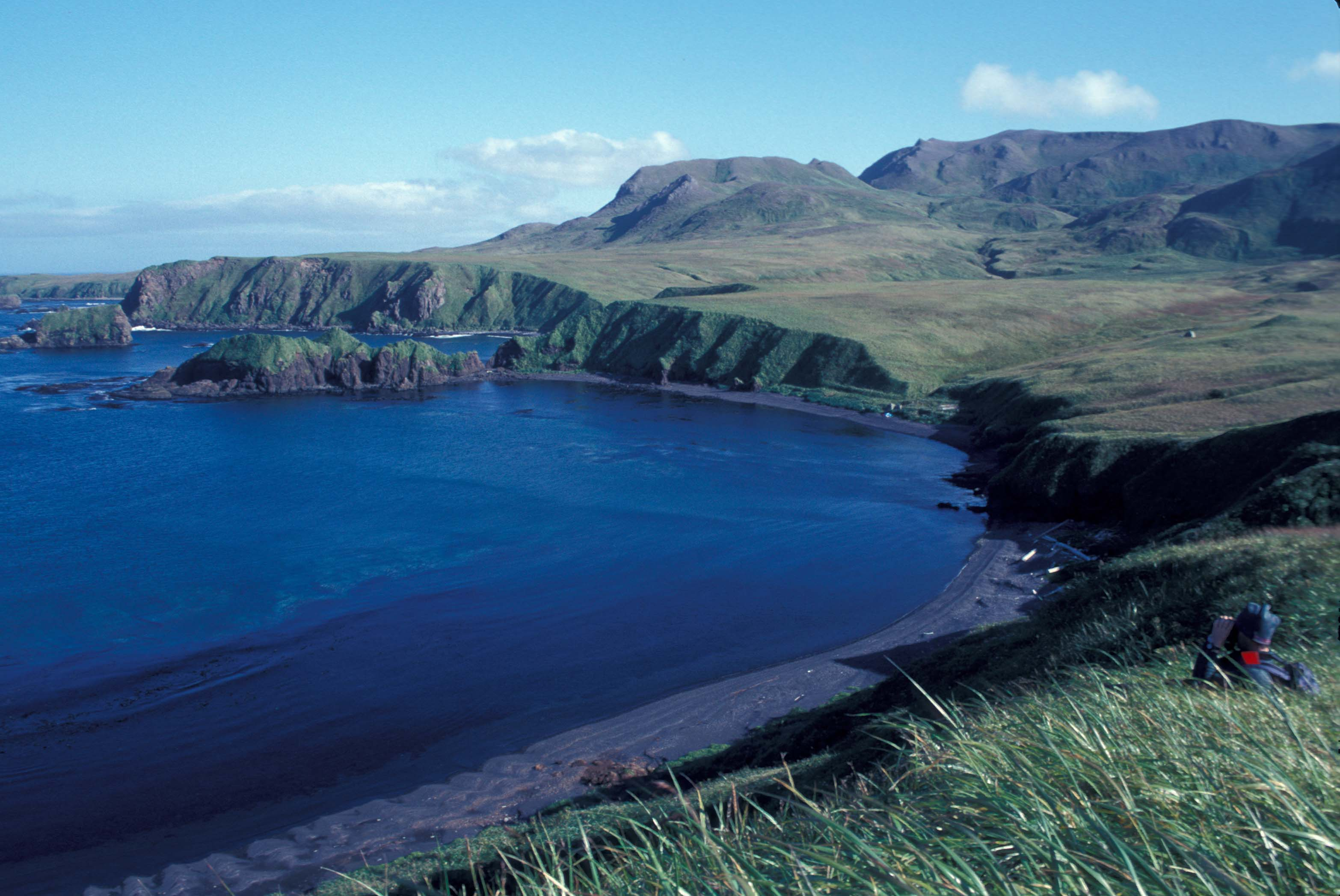
拉特島

拉特群島名稱由來是俄羅斯探險家費奧多·利特克於1827年探索阿留申群島時取的名稱，因為該群島在大約1780年開始鼠類占據島嶼生態主導地位。2009年時一般認為該群島上的鼠類已全部清除。
拉特群島位於太平洋板塊和北美洲板塊邊界，因此地震頻繁。1965年拉特群島地震的規模更高達8.7。